# Sarcelle de Nouvelle-Zélande
Anas chlorotis
Espèce
Statut de conservation UICN

 NT D1 : Quasi menacé
Statut CITES
La Sarcelle de Nouvelle-Zélande (Anas chlorotis) est une espèce d'oiseau aquatique appartenant à la famille des Anatidae.